# Stefanie von Poser
Stefanie von Poser (* 14. Mai 1979 in München) ist eine deutsche Schauspielerin.

## Leben und Karriere
Stefanie von Poser wurde in München geboren und wuchs in Hausham im bayerischen Oberland auf. 1997 besuchte sie die Stage School of Music, Dance and Drama in Hamburg.  In der Zeit von 1998 bis 2001 studierte sie an der Abraxas-Musical-Akademie in München, die sie mit Diplom abschloss. Während ihrer gesamten Ausbildung und darüber hinaus nahm sie noch Privatschauspielunterricht unter anderem bei Jan Messutat, Inge Flimm, Michael Tschernow, 2008 bei Seth Barish an der Barrow Group in New York und über mehrere Jahre bei Ivana Chubbuck aus Los Angeles. Sie spielte in über 50 Theaterstücken und gründete das ensemble21, ein Trainingsraum für Schauspieler. 
Stefanie von Poser ist auch als Filmschauspielerin tätig. Ihre bekanntesten Auftritte im Kino waren seit ihrem Debüt 2004 in Wer früher stirbt ist länger tot, Räuber Kneißl und Wir drehen keinen Film. Außerdem gewann sie mehrere Preise als beste Schauspielerin für ihre Hauptrolle in dem Film Job Interview. Dem Fernsehzuschauer ist sie bekannt aus Episodenrollen in Serien und Reihen wie Um Himmels Willen, Die Rosenheim-Cops, Ein Krimi aus Passau, Die Toten vom Bodensee, München Mord, Tatort und Polizeiruf 110. Sie spielte in mehreren Episoden die Hebamme Karen in der Filmreihe Toni, männlich, Hebamme. In der seit Herbst 2009 im ZDF und ORF ausgestrahlten Serie Die Bergretter (anfangs Die Bergwacht) spielt Stefanie von Poser die weibliche Hauptrolle Emilie Hofer.
Stefanie von Poser spricht neben ihrer Muttersprache Deutsch und dem bairischen Dialekt noch Norwegisch, Englisch, Französisch und Spanisch. Sie lebt in München.

## Filmografie (Auswahl)

### Kino
- 2004: Die Überraschung
- 2004: Hammergeschichte
- 2004: Schmetterlinge
- 2005: Grenzverkehr
- 2005: Ein Verlierer will gewinnen
- 2006: Versuchung
- 2006: Wer früher stirbt ist länger tot
- 2006: Schwere Jungs
- 2007: Weißt was geil wär…?!
- 2008: Nachts das Leben
- 2008: Räuber Kneißl
- 2008: Meine Mutter, mein Bruder und ich!
- 2008: Das heimliche Geräusch
- 2013: Job Interview
- 2014: Alles inklusive
- 2017: Einmal bitte alles
- 2017: Wir drehen keinen Film
- 2022: Gör (Kurzfilm)
- 2024: Chantal im Märchenland

### Fernsehen
- 2004: Der Bergpfarrer I
- 2005–2008: Um Himmels Willen
- 2005: Willkommen Daheim
- 2005: Der Bergpfarrer II – Heimweh nach Hohenau
- 2006: Kommissarin Lucas – Skizze einer Toten
- 2006: Alles außer Sex
- 2006: Eine Liebe am Gardasee (Fernsehserie, Folge: Missbrauchtes Vertrauen)
- 2006: Die Rosenheim-Cops (Fernsehserie, Folge: Bauernopfer)
- 2007: Grüß Gott, Herr Anwalt
- 2007: Das letzte Stück Himmel
- 2008: Utta Danella – Mit dir die Sterne sehen
- 2008: Am Seil
- 2008: Mein Nachbar, sein Bruder, sein Dackel und ich
- 2008: Normal is des ned
- 2008: Entführt
- 2008: Drei Engel für Lisa
- 2009: Franzi (Fernsehserie, 3 Folgen)
- seit 2009: Die Bergretter/Die Bergwacht
- 2009: Schutzlos
- 2009–2016: Die Rosenheim-Cops (Fernsehserie, 3 Folgen)
- 2009, 2020: SOKO Kitzbühel (Fernsehserie, 2 Folgen)
- 2010: Die Tochter des Mörders
- 2012: Polizeiruf 110 – Fieber
- 2013: Tatort: Allmächtig
- 2015: SOKO 5113 (Fernsehserie, Folge: Strahlemann)
- 2017, 2019: Hubert und Staller (Fernsehserie, 2 Folgen)
- 2019: WaPo Bodensee (Fernsehserie, Folge: Teufel)
- 2019: Toni, männlich, Hebamme – Daddy Blues
- 2019: Watzmann ermittelt (Fernsehserie, Folge: Fluch am Eckstein)
- 2020: Toni, männlich, Hebamme – Eine runde Sache
- 2020: Unter anderen Umständen: Über den Tod hinaus
- 2020: Lehrerin auf Entzug (Fernsehserie)
- 2020: Die Toten vom Bodensee – Der Blutritt (Fernsehreihe)
- 2020: Oktoberfest 1900 (Fernsehserie)
- 2020: Die Chefin (Fernsehserie, Folge: Schuld)
- 2021: Toni, männlich, Hebamme – Nestflucht
- 2021: Toni, männlich, Hebamme – Gestohlene Träume
- 2021: Völlig meschugge?! (Miniserie)
- 2021: Herzogpark (Fernsehserie)
- 2022: Zu jung zu sterben. Ein Krimi aus Passau (Fernsehreihe)
- 2022: In aller Freundschaft (Fernsehserie, Folge: Therapieerfolge)
- 2022: SOKO Donau (Fernsehserie)
- 2023: Der Alte (Fernsehreihe)
- 2023: Toni, männlich, Hebamme – Eine Klasse für sich
- 2024: SOKO Donau (Fernsehserie, Folge: Die 3 Säulen des Erfolgs)